# Omar Larrosa
Omar Larrosa (18 de novembro de 1947) é um ex-futebolista argentino. Foi campeão do mundo pela seleção de seu país na Copa do Mundo FIFA de 1978.